# Magnus A. Carlsson
Magnus A. Carlsson (Västerås, 21 augustus 1980) is een voormalig professioneel golfer uit Zweden.

## Carrière
Carsson werd in 2001 professional en begon in 2003 op de European Challenge Tour. In 2007 maakte hij in de tweede ronde van de Vodafone Challenge in Düsseldorf een ronde met 10 en kwam aan de leiding. Bij de laatste ronde speelde hij in de laatste flight en hoorde op de baan al dat Joost Luiten een slotronde van 61 had gemaakt. Luiten won met -18, Carlsson werd tweede met -16. Na nog enkele goede toernooien en winst op de Challenge of Ireland presented by Glasson eindigde hij op de 7de plaats van de Order of Merit en verdiende zijn spelerskaart voor de Europese Tour  van 2008.
In 2008 won hij bijna het Joburg Open van de Europese Tour. In de play-off verloor hij van Richard Sterne. Hij haalde ruim de helft van de cuts en behield zijn spelerskaart. In 2010 kwam hij opnieuw uit in de Challenge Tour. In 2013 kon hij zich opnieuw kwalificeren voor de Europese PGA Tour. Vanaf 2018 komt Carlsson uit op de Challenge Tour en in de Nordic Golf League.

### Overwinningen
| Jaar | Toernooi                                  | Tour                                       |
| ---- | ----------------------------------------- | ------------------------------------------ |
| 2004 | Kinnarborg Open                           | Telia Tour, deel van de Nordic Golf League |
| 2004 | SM i Match Play                           | Telia Tour, deel van de Nordic Golf League |
| 2007 | Challenge of Ireland presented by Glasson | Challenge Tour                             |